# Vaccinium parvifolium
Airelle à petites feuilles
Espèce
L'Airelle à petites feuilles (Vaccinium parvifolium Sm.) est une espèce d'arbrisseaux de la famille des Éricacées originaire d'Amérique du Nord.

## Caractéristiques
Arbuste au port érigé et à feuilles caduques pouvant atteindre 2 mètre de hauteur.
Fleurs généralement solitaires et retombantes, courtement pédicellées. Corolle globulaire de 6mm de long, légèrement teintée de vert et de rouge, comptant cinq lobes recourbés et discrets. La floraison e manifeste à la fin du printemps ou au début de l'été.
Le fruit est une baie rouge de 12mm, à peau légèrement translucide.

## Écologie
On trouve cette plante en Colombie-Britannique, au Canada et dans les états américains de l'Alaska, de Californie, d'Orégon et de Washington.

## Utilisation
Le fruit est comestible.